# 埃米·特纳 (赛艇运动员)
埃米·特纳（英語：Amy Turner，20世纪—），美国女子赛艇运动员。她曾代表美国参加英国马瑟韦尔举行的1996年世界赛艇锦标赛，获得女子四人单桨无舵手金牌。